# Хинденбург
Хинденбург (нем. Hindenburg) — деревня в Германии, в земле Саксония-Анхальт, входит в район Штендаль в составе коммуны Хоэнберг-Круземарк.
Население составляет 424 человека (на 31 декабря 2007 года). Занимает площадь 14,98 км².

## История
Первое упоминание о поселении встречается в бумагах о передачи управления от госпитальеров в комтурство Вербена в 1283 году.
31 декабря 2008 года, после проведённых реформ, Хинденбург вошёл в состав коммуны Хоэнберг-Круземарк.

## Известные уроженцы
- Абель, Каспар (1676—1763) — немецкий пастор, богослов, историк, поэт и переводчик.